# Міжнародне зведення правил про збут замінників грудного молока
Міжнародне зведення правил про збут замінників грудного молока (інші назви Міжнародний кодекс маркетингу замінників грудного молока або розм. Кодекс ВООЗ)— резолюція Всесвітньої асамблеї охорони здоров'я при Всесвітній організації охорони здоров'я (ВООЗ), яку приняли в 1981 році.. Зведення правил було розроблено як міжнародна політика в галузі охорони здоров'я, яка рекомендує обмежити рекламу штучних замінників грудного молока з метою захисту наміру жінок годувати грудьми. Додатково до обмежень реклами штучних сумішей, зведення правил ВООЗ торкає етичні аспекти реклами пляшок та сосок. Ряд подальших документів Всесвітньої асамблеї охорони здоров'я пояснили та розширили Зведення правил. 
Зведення правил про збут замінників грудного молока є рекомендаціями медичних робітників, місцевих урядів, законодавців та виробників штучного годування. Документ не має юридичної сили до тих пір, поки його положення не прийняті на законодавчому рівні. За даними Дитячого фонду ООН ЮНІСЕФ протягом тридцяти років з дати прийняття резолюції станом на 2011 рік 103 країни частково чи повністю затвердили положення документу на законодавчому рівні. Даних про Україну немає.

## Мета
Метою Міжнародного зведення правил про збут замінників грудного молока (Зведення правил ВООЗ) є захист добробуту та здоров'я спожівачів, тобто батьків, жінок так дітей від неконтрольованої реклами та маркетингу штучних замінників грудного молока, інших продуктів та напоїв, які заміняють грудне годування, а також пляшок для годування та сосок (пустушок). Зведення правил ВООЗ не забороняє надання фактичної, наукової інформації про ці продукти. 

## Основні положення
Зведення правил Всесвітньої організації охорони здоров’я охоплює поширення і рекламу наступних товарів :   
- Дитячі штучні суміші, включаючи особливі суміші, такі як соєві, безлактозні, суміші для малюків із низькою вагою та недоношених дітей.
- Інші молочні продукти, харчування та напої, які виставляються як підходящі для часткової або повної заміни грудного молока, такі як додаткове харчування, яке дають у пляшках, лікувальне молоко, молоко або суміші для дітей від 6 до 24 місяців і старше.
- Будь-яке інше харчування або напої, які виставляються як підходящі для дітей молодше 6 місяців, такі як каші, дитяче харчування у банках, чаї для немовлят, соки та вода в пляшках.
- Дитячі пляшки та пустушки.

Інформація та письмові, аудіо та відео освітні матеріали стосовно харчування немовлят та дітей, які призначені для аудиторії вагітних жінок та матерів немовлят і дітей молодшого віку, повинні включати в себе ясну та послідовну інформацію по наступних пунктах:  
- переваги та надзвичайність грудного вигодовування;
- харчування матері, підготовка до грудного вигодовування, а також подальше зберігання грудного вигодовування;
- негативний вплив введення часткового докорму з пляшки на грудне вигодовування;
- труднощі, пов’язані з рішенням поновити грудне вигодовування після припинення грудного вигодовування;
- в разі потреби, доречне використовування штучних сумішей домашнього чи промислового приготування.

Якщо в вищезгаданих матеріалах міститься інформація про використання штучних сумішей, в неї потрібно додати дані про 
- соціальні та фінансові наслідки використання штучної суміші;
- загрозу невідповідних продуктів або засобів вигодовування для здоров’я
- загрозу необґрунтованого і неправильного використання штучних сумішей та інших замінників грудного молока.

В матеріалах не має бути ілюстрацій, фотографій чи тескту, котрі ідеалізують замінники грудного молока.  
Працівникам охорони здоров”я, батькам та іншим людям, які доглядають за дітьми, повинна надаватися інформація про те, що в дитячих сумішах можуть міститися патогенні організми, а також, що суміши потрібно правильно готувати та використовувати належним засобом.   
Уряд повинен уникати конфлікту інтересів у програмах охорони здоров’я немовлят та дітей, тому повинен не схвалювати матеріали про харчування немовлят та дітей, які спонсували виготовники дитячого харчування.  

## Втілення в життя
Всесвітня асоціація дій по захисту дитячого харчування (ІБФАН) є спостерігальною організацією, яка слідкує за тим, як корпорації, медичні установи та країни дотримуються Зведення правил ВООЗ. В Україні існує три спостерігальні групи ІБФАН, які реєструють порушення Зведення правил ВООЗ - у Дніпропетровську, Львові та Сумах.